# Cordell Hull
Cordell Hull, ameriški politik, nobelovec, pravnik, * 2. oktober 1871, Olympus, Tennessee, † 23. julij, 1955, Bethesda, Maryland, ZDA. 
Znan je kot dolgoletni član Roosveltove administracije odgovoren za zunanje zadeve. Zaradi specifično dolgega mandata predsednika Roosvelta je tudi sam imel najdaljši mandat. Prejel je tudi Nobelovo nagrado za mir leta 1945 je za svojo vlogo pri ustanovitvi Združenih Narodov. Roosvelt ga je označil za "očeta Združenih narodov".

## Življenje in vlade
Hull je bil rojen v brunarici v kraju Olympus, Tennessee. Bil je sin Elizabeth (roj Riley) in Williama Pascala Hulla. Že zelo zgodaj se posveti politiki in postane lokalni predstavnik Demokratske stranke v starosti 19 let. Po študiju se vpiše v Cumberlandsko šolo prava. 
Kot poslanec spodnjega doma ameriškega Kongresa ZDA je opravil 11 mandatov (1907-1921 in 1923-1931). Kot poslanec je znan kot avtor zveznega davka na dohodnino leta 1913 in 1916 in davku na dediščino iz leta 1916.  Po volilnem porazu v letu 1920 Hull napreduje v predsednika demokratske stranke. Leta 1930 je izvoljen v Senat ZDA, a odstopi s funkcije leta 1933, da bi postal minister za zunanje zadeve. 
Leta 1933 Hull preide v izvršilno vejo oblasti in postane Državni sekretar administracije Franklina D. Roosevelta, to funkcijo je opravljal 11 let do upokojitve. Velja za pravnega in političnega arhitekta Organizacije združenih narodov in enega snovateljev osnutka Ustanovne listine Združenih narodov sredi leta 1943. Svoj mandat je prenehal v novembru 1944 iz zdravstvenih razlogov. 
Nobelovo nagrado so obrazložili s sklicevanjem na Woodrowa Wilsona, ki je bil podobno nagrajen z osnovanjem Društva narodov. Hull je bil nominiran že večkrat v tridesetih letih zaradi prizadevanja pri ustvarjanju bratstva ZDA z državami Srednje in Južne Amerike in izpogajanja uspešnih trgovinskih sporazumov. 

## Zvezni senator in državni sekretar
Leta 1938 je Hull vpleten v dialog z Mehiškim zunanjim ministrom Eduardom Seno o nadomestilu, ki bi ga morali biti deležni Američani, ki so izgubili kmetije med agrarnimi reformami v poznih 1920. Hull je vztrajal pri tem, da mora biti nadomestilo "takojšnje, ustrezno in učinkovito". Četudi je mehiška ustava zagotavljala kompenzacijo za razlastitev ali nacionalizacijo, ni bilo še nič plačano. Medtem ko Seno priznal mehiško odgovornost, je odgovoril, da ne obstoji "pravilo, ki bi bilo splošno sprejeto v teoriji, niti se ne izvaja v praksi, ki zahteva obvezno takojšnje plačilo nadomestila..." Tako imenovana "Hullova formula", ki je bil kasneje sprejeta v številnih pogodbah, ki se nanašajo na mednarodne naložbe, je še vedno sporna, še posebej v latinskoameriških državah, ki so zgodovinsko navezani na Calvo doktrino, ki med drugim predlaga, da nadomestilo, ki ga določi država gostitelj, velja kot taka brez ugovorov. Če država poskrbi za enakost med tujci in državljani in ni iz strani države diskriminatornega vedenja, država ne more zahtevati poplačila po mednarodnem pravu. Napetost med Hullovo formulo in Calvo doktrino je še vedno pomembna na področju mednarodnih naložb.
Hull je bil odgovoren za mednarodne odnose tudi med napadom na Pearl Harbor. Pred napadom se je prizadeval kot član vlade za sporazum med Japonsko in ZDA v želji po odprtju kitajskih trgov za ameriško blago. Sporazum je zahteval umik japonskih vojaških sil s francoske Indokitajske in Kitajske. Mnogi Japonci so razumeli Hullov zapis, ki je bil osnutek sporazuma, za ultimat.

## Afera St. Louis
Leta 1939 je Hull svetoval predsedniku Rooseveltu, da zavrne pristan nemške ladje SS St. Louis, prekooceanke, ki nosila preko 900 Judov, ki so iskali azil iz Nemčije. Ladjo so zavrnili tako v Kanadi in Kubi, tako da se je vrnila nazaj v Evropo. Veliko potnikov je bilo na koncu umorjenih.

## Smrt
Leta 1945 je Cordell Hull prejel Nobelovo nagrado za mir za "sovzpostavitev Združenih Narodov". Umrl je po preživetih zapletih s srcem, imel je tudi več srčnih kapi, a je končno preminil leta 1955 v Washingtonu, D.C., in je pokopan v kapeli Svetega Jožefa iz Arimateje v Washingtonski Nacionalni katedrali, torej episkopalni cerkvi.